# Administrateur civil (France)
Pour les articles homonymes, voir Administrateur civil.
Ne doit pas être confondu avec Administrateur territorial.
Les administrateurs civils formaient, en France, le principal corps de hauts fonctionnaires de l'État, créé en même temps que l'École nationale d'administration (ENA) par une ordonnance de 1945. Placés sous la tutelle du Premier ministre, les administrateurs civils avaient une vocation interministérielle. Ils étaient gérés par la seule commission administrative paritaire interministérielle que la France ait connu, créée dès 1946, soit la commission administrative paritaire interministérielle (CAPI) des administrateurs civils. À compter du 1er janvier 2022, les administrateurs civils ont été intégrés au nouveau corps des administrateurs de l'État.

## Historique
L'origine de ce corps de hauts fonctionnaires puise sa source d'une part, dans les anciens « agents supérieurs ministériels » qui existaient dans certains services centraux  avant la seconde guerre mondiale et, d'autre part, dans les administrateurs des colonies et les administrateurs de commune mixte. Ils s'inspirent aussi des fonctions exercées par les fonctionnaires anglais de haut niveau avec lesquels les services de la France Libre puis ceux de la France combattante et du comité français de libération nationale puis du GPRF avaient travaillé entre juillet 1940 et juin 1944.

## Fonctionnement
Les administrateurs civils ont vocation à exercer des missions de conception et d'encadrement dans les différents ministères français. Hormis dans les ministères dits « techniques » (ministères de l'Économie, de l'Industrie et de l'Emploi, de l'Éducation nationale, de la Santé et des Sports, etc.), les chefs de bureau, sous-directeurs et directeurs d'administration centrale sont presque toujours des administrateurs civils. Ils sont mis à contribution pour l'écriture des projets de lois ou de décrets. Ils peuvent être détachés ou mis à disposition dans d'autres organismes, notamment des établissements publics ou des entreprises publiques.
Au niveau des effectifs budgétaires, en 2018, ils sont environ 1 700, répartis dans tous les services centraux des ministères et au sein des établissements publics nationaux.

## Carrière
Si la majorité d'entre eux sont issus de l'ENA, les cadres de l'administration sont de plus en plus nombreux à « intégrer au tour extérieur », c'est-à-dire qu'ils ne sont pas forcément issus de l'école ; dans ce cas, profitant d'une promotion interne au sein de l'administration, ils bénéficient d'une formation complémentaire d'une durée de neuf mois à l'ENA.
Pour choisir leur ministère à la sortie de l'ENA, les administrateurs civils mettent en balance plusieurs facteurs, notamment :
- le « prestige » de chaque ministère ;
- les perspectives d'évolution : les départements ministériels à assiette de gestion large, où les perspectives de mobilité interne ou de débouchés externes sont importants sont naturellement plus recherchés que les « petits » ministères où les hauts fonctionnaires auront plus de difficulté à dérouler une carrière ;
- la rémunération qui peut différer suivant les ministères.

Parmi les réformes en cours dans la fonction publique, la suppression des barrières indemnitaires ainsi que l'assouplissement des règles statutaires (réforme du détachement, de la mise à disposition des fonctionnaires), lèvent peu à peu les freins à la mobilité afin de rendre aux corps interministériels, dont font partie les administrateurs civils, leur vocation originelle.

## Autres corps et cadres d'emplois d'administrateurs
En plus des administrateurs civils, il existe d'autres corps ou cadres d'emplois d'administrateurs au sein la fonction publique française :
- fonction publique d'État :
  - administrateur de la direction générale de la sécurité extérieure[7],
  - administrateur de l'INSEE,
  - administrateur des Affaires maritimes,
  - administrateur des services de l'Assemblée nationale,
  - administrateur des services du Sénat ;
- fonction publique hospitalière :
  - directeur d'hôpital,
  - directeur d'établissement sanitaire, social et médico-social[8],[9] ;
- fonction publique territoriale :
  - administrateur de la ville de Paris,
  - administrateur territorial.